# Chiesa di Sant'Andrea della Torre
La chiesa di Sant'Andrea della Torre è un edificio sacro che si trova in località Mignano a Pieve Santo Stefano.

## Storia e descrizione
La chiesa un notevole esempio di edificio religioso connesso ad un nucleo abitato fortificato, originato da un castello medievale posto lungo l'antica strada che collegava Pieve Santo Stefano al convento francescano della Verna.
Il castello appartenne ai conti di Galbino e Montedoglio che nel 1085 donarono metà della chiesa con i suoi annessi all'abbazia di Dicciano presso Caprese Michelangelo.
L'organismo architettonico della chiesa è chiuso all'interno della cortina muraria continua dell'antico castrum, fatta di pietrame calcareo di varia pezzatura disposto a filari regolari. Si distingue per la presenza di un campaniletto a vela con due campane sovrapposte, di cui la superiore più piccola.